# مسئله کلاس مرجع
در آمار، مسئلهٔ کلاس مرجع، مسئلهٔ تصمیم‌گیری در مورد این است که، هنگام محاسبهٔ احتمالات مربوط به یک مورد (case) خاص، از چه کلاسی استفاده شود. برای مثال، برای تخمین احتمال سقوط هواپیما، یکی ممکن است از فرکانس سقوط همهٔ هواپیماها از این نوع هواپیما، یا هواپیمایی‌هایی که از این کمپانی در ده سال اخیر پرواز کرده‌اند، و و و، استفاده کند. هر مورد (case) عضوی از کلاس‌های بسیار زیادی است، که در آن‌ها فرکانس خصوصیت مورد نظر (مثلاً سقوط) متفاوت است، و مسئلهٔ کلاس مرجع بحث می‌کند که کدام یک برای استفاده مناسب‌ترین است.